# Kunioki Mima
Kunioki Mima (jap. 三間 圀興, Mima Kunioki; * August 1945; † 5. Januar 2025) war ein japanischer Plasmaphysiker.
Mima studierte an der Universität Kyōto Physik mit dem Abschluss 1968 und der Promotion 1973. Als Post-Doktorand war er bis 1975 an der Universität Hiroshima und danach an der Universität Ōsaka, wo er 1978 Assistenzprofessor und 1984 Professor wurde. 1995 bis 1999 war er dort Direktor des Instituts für Lasertechnik (Institute of Laser Engineering). Er befasste sich dort mit Laserfusion (Experimente mit dem Gekko XII Laser und FIREX Programm), freien Elektronenlasern, relativistischen Plasmen und Laser-Plasma Wechselwirkung.
2011 erhielt er mit Akira Hasegawa und Patrick H. Diamond den Hannes-Alfvén-Preis für wichtige Beiträge zur Theorie des turbulenten Transports in Plasmen (Mima-Hasegawa Gleichung 1977). 2007 erhielt er den Edward Teller Award.

## Schriften
- mit Raymond Bonnett, Hector A. Baldis: Laser Plasma Theory and Simulation, Harwood 1995, ISBN 978-3-7186-5489-5
- K. Mima, S. Nakai, H. Azechi, A. Nishiguchi, H. Takabe, N. Miyanga, H. Nakano, M. Nakai, M. Katayama, K. Nishihara, N. Nakatsuka, T. Jitsuno, K. Tanaka, H. Nishimura, H. Shiraga, T. Endo, T. Yamanaka, Y. Kato, C. Yamanaka: Physics highlights of the Gekko12 program. In: Plasma Physics and Controlled Fusion. Band 34, Nr. 13, 1992, S. 1775, doi:10.1088/0741-3335/34/13/005.
- Laser Fusion Theory, Journal of Plasma Physics and Nuclear Fusion, Band 68, 1992, S. 135